# Киссей
Киссей (др.-греч. Κισσεὺς) — имя ряда персонажей древнегреческой мифологии и литературы:
- фракиец, отец Гекубы[1][2][3];
- сын Египта[4][5];
- соратник Турна, сын Мелампа, убитый Энеем[6][7];
- эпитет Диониса;
- эпитет Аполлона.
- царь Македонии[8]